# Huejotzingo (kommun)
Huejotzingo är en kommun i Mexiko.   Den ligger i delstaten Puebla, i den sydöstra delen av landet, 80 km öster om huvudstaden Mexico City.
Följande samhällen finns i Huejotzingo:
- Huejotzingo
- Santa Ana Xalmimilulco
- San Miguel Tianguizolco
- San Mateo Capultitlán
- San Juan Pancoac
- Los Encinos
- Santa María Tianguistenco
- Valle de San Miguel
- Gustavo Díaz Ordaz
- Álvaro Obregón
- San José Tlautla
- Los Oroza
- Emiliano Zapata
- Ex-Rancho la Niebla
- Popocatépetl
- Zacatepec
- Benito Juárez
- La Lagunilla
- José López Portillo
- Barrio Tercero
- Los Tanques